# Tauranga
Tauranga (en maori: Tauranga-moana) és una ciutat neozelandesa localitzada al nord de la regió de Bay of Plenty. La ciutat té una població de 115.700 a la ciutat i 121.500 a l'àrea urbana de la ciutat (juny de 2011). Va ser fundada a l'inici del segle xix i va ser constituïda com una ciutat el 1963.

## Transport
El transport a Tauranga és proveït principalment pels autobussos Bay Hopper Bus. L'Aeroport de Tauranga proveeix vols diaris als aeroports d'Auckland, Wellington i Christchurch a través d'Air New Zealand. Els ferrocarrils que passen per Tauranga formen part de la línia East Coast Main Trunk Railway.

## Demografia
| Evolució demogràfica de Tauranga | Evolució demogràfica de Tauranga | Evolució demogràfica de Tauranga |
| Any                              | Població                         | Creixement                       |
| -------------------------------- | -------------------------------- | -------------------------------- |
| 1996                             | 77.775                           |                                  |
| 1999                             | 87.100                           | +12,0%                           |
| 2000                             | 88.900                           | +2,1%                            |
| 2001                             | 90.906                           | +2,3%                            |
| 2002                             | 95.600                           | +5,2%                            |
| 2003                             | 98.500                           | +3,0%                            |
| 2004                             | 101.400                          | +2,9%                            |
| 2005                             | 103.500                          | +2,1%                            |
| 2006                             | 103.632                          | +0,1%                            |
| 2007                             | 108.800                          | +5,0%                            |
| 2008                             | 110.500                          | +1,5%                            |
| 2009                             | 112.600                          | +1,9%                            |
| 2010                             | 114.300                          | +1,5%                            |
| 2011                             | 115.700                          | +1,2%                            |

Segons el cens de 2006 Tauranga tenia 103.632 habitants, un augment de 12.726 habitants (14,0%) des del cens de 2001. Hi havia 40.494 llars habitades, 4.287 llars no habitades i 447 llars en construcció.
De la població de Tauranga, 49.521 (47,8%) eren homes i 54.114 (52,2%) eren dones. La ciutat tenia una edat mediana de 38,9 anys, 3,0 anys més que la mediana nacional de 35,9 anys. Les persones majors de 64 anys formaven el 17,4% de la població, comparat amb el 12,3% nacionalment; les persones menors de 15 anys formaven el 20,8% de la població, comparat amb el 21,5% nacionalment.
Les ètnies de Tauranga eren (amb figures nacionals en parèntesis): 74,6% europeus (67,6%); 16,5% maoris (14,7%); 3,4% asiàtics (9,2%); 1,9% illencs pacífics (6,9%); 0,4% de l'Orient Pròxim, Llatinoamèrica o Àfrica (0,9%); 13,8% 'neozelandesos' (11,1%) i 0,0% altres (0,0%).
Tauranga tenia un atur de 5,1% per persones majors de 14 anys, igual que la figura nacional de 5,1%. El sou de persones majors de 14 anys era de 23.200$, comparat amb 24.400$ nacionalment. D'aquestes, un 44,4% tenien un sou anual de menys de 20.001$, comparat amb 43,2% nacionalment, mentres que un 15,6% tenien un sou d'igual o de més de 50.000$ anuals, comparat amb un 18,0% nacionalment.

## Geografia
Tauranga es localitza al voltant d'una badia que s'estén per l'oest de la badia de Bay of Plenty, i és 'protegida' per l'illa Matakana i el volcà extint de mont Maunganui.
Situada al llarg d'una falla, Tauranga i la badia de Bay of Plenty infreqüentment veuen activitat sísmica, i hi ha pocs volcans per l'àrea (i d'aquests la majoria són dormints o extints). Els més notables són White Island i Mauao —o mont Maunganui—, anomenat «The Mount» (el mont) pels locals.
Tauranga és l'antípoda de Jaén (Espanya).

### Clima
| Paràmetres climàtics mitjans de Tauranga | Paràmetres climàtics mitjans de Tauranga | Paràmetres climàtics mitjans de Tauranga | Paràmetres climàtics mitjans de Tauranga | Paràmetres climàtics mitjans de Tauranga | Paràmetres climàtics mitjans de Tauranga | Paràmetres climàtics mitjans de Tauranga | Paràmetres climàtics mitjans de Tauranga | Paràmetres climàtics mitjans de Tauranga | Paràmetres climàtics mitjans de Tauranga | Paràmetres climàtics mitjans de Tauranga | Paràmetres climàtics mitjans de Tauranga | Paràmetres climàtics mitjans de Tauranga | Paràmetres climàtics mitjans de Tauranga |
| Mes                                      | Gen.                                     | Feb.                                     | Mar.                                     | Abr.                                     | Mai.                                     | Jun.                                     | Jul.                                     | Ago.                                     | Set.                                     | Oct.                                     | Nov.                                     | Des.                                     | Anual                                    |
| ---------------------------------------- | ---------------------------------------- | ---------------------------------------- | ---------------------------------------- | ---------------------------------------- | ---------------------------------------- | ---------------------------------------- | ---------------------------------------- | ---------------------------------------- | ---------------------------------------- | ---------------------------------------- | ---------------------------------------- | ---------------------------------------- | ---------------------------------------- |
| Temperatura diària màxima °C (°F)        | 23,9 (75)                                | 23,8 (74,8)                              | 22,3 (72,1)                              | 19,9 (67,8)                              | 17,1 (62,8)                              | 14,9 (58,8)                              | 14,3 (57,7)                              | 14,9 (58,8)                              | 16,3 (61,3)                              | 18 (64,4)                                | 20 (68)                                  | 21,9 (71,4)                              | 18,9 (66)                                |
| Temperatura diària mínima °C (°F)        | 14,5 (58,1)                              | 14,7 (58,5)                              | 13,5 (56,3)                              | 10,9 (51,6)                              | 7,9 (46,2)                               | 6 (42,8)                                 | 5,2 (41,4)                               | 6,1 (43)                                 | 7,8 (46)                                 | 9,3 (48,7)                               | 11,3 (52,3)                              | 13,1 (55,6)                              | 10 (50)                                  |
| Precipitació total mm (polzades)         | 74 (2,9)                                 | 78 (3,1)                                 | 128 (5)                                  | 105 (4,1)                                | 91 (3,6)                                 | 128 (5)                                  | 122 (4,8)                                | 115 (4,5)                                | 104 (4,1)                                | 94 (3,7)                                 | 85 (3,3)                                 | 87 (3,4)                                 | 1.198 (47,2)                             |
| Font: NIWA Climate Data                  |                                          |                                          |                                          |                                          |                                          |                                          |                                          |                                          |                                          |                                          |                                          |                                          |                                          |

## Parcs i recreació

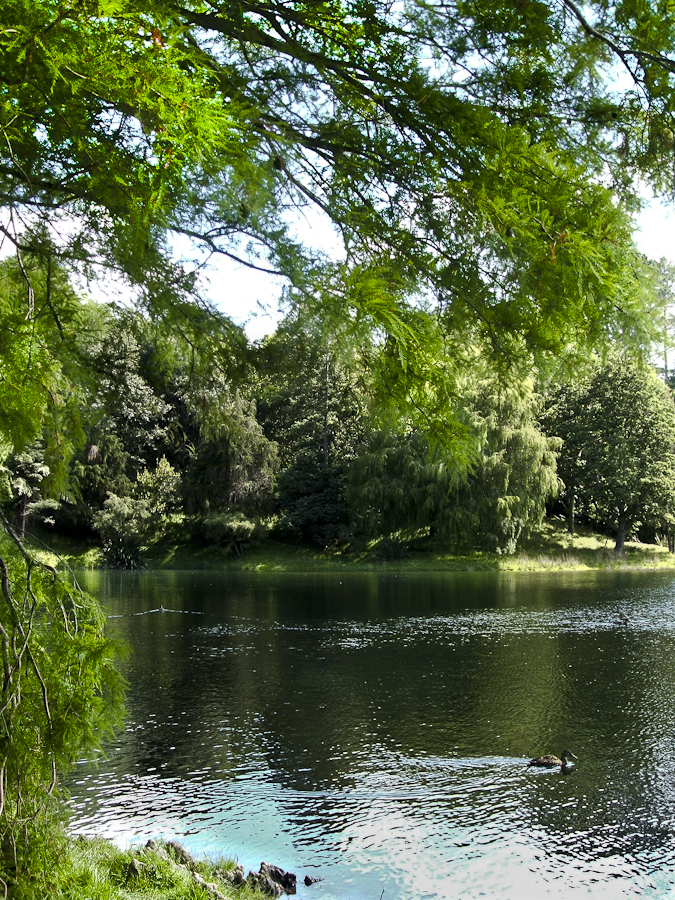
McLaren Falls Park, localitzat als afores de Tauranga

Tauranga té una multitud de parcs. Un dels més grans és Memorial Park, i altres inclouen Yatton Park, McLaren Falls Park, Kulim Park, Fergusson Park i Tauranga Domain.
Degut al clima temperat, les activitats a l'aire lliure són molt populars, incloent el golf, l'excursionisme, el ciclisme i el ràfting. La costa de la badia de Bay of Plenty extensament té platges de sorra daurada; i els esports aquàtics són també populars, incloent la natació, el surf, la pesca, el busseig, els caiacs i el kitesurf.

## Política
Nacionalment, Tauranga es localitza a les circumscripcions electorals generals de Tauranga i Bay of Plenty i a la circumscripció electoral maori de Waiariki de la Cambra de Representants de Nova Zelanda.
Tauranga es considera una circumscripció electoral històricament i actualment conservadora. Des de les eleccions de 2005 ha guanyat sempre el Partit Nacional, i el Partit Laborista no ha guanyat des de les eleccions de 1935. Des de les eleccions de 2008 ha guanyat sempre Simon Bridges. En les eleccions de 2011 Bridges guanyà amb el 61,40% del vot de la circumscripció. En segon lloc quedà Deborah Mahuta-Coyle del Partit Laborista amb el 13,15% del vot.
Bay of Plenty es considera també una circumscripció conservadora. Des de les eleccions parcials de Bay of Plenty de 1941 ha guanyat sempre el Partit Nacional, i el Partit Laborista no ha guanyat des de les eleccions de 1938. Des de les eleccions de 1996 ha guanyat sempre Tony Ryall. En les eleccions de 2011 Ryall guanyà amb el 67,48% del vot de la circumscripció. En segon lloc quedà Carol Devoy-Heena del Partit Laborista amb el 16,94% del vot.
Waiariki, per altra banda, es considera una circumscripció liberal. Des de les eleccions de 2005 ha guanyat sempre el Partit Maori, tot i que el Partit Laborista guanyà en les eleccions de 1999 i en les eleccions de 2002. Des de les eleccions de 2005 ha guanyat sempre Te Ururoa Flavell. En les eleccions de 2011 Flavell guanyà amb el 43,05% del vot de la circumscripció. En segon lloc quedà Annette Sykes del Partit Mana amb el 32,45% del vot.

## Ciutats agermanades
Tauranga està agermanada amb dues ciutats:
- Hitachi (Japó)
- Yantai (Xina)